# Turbo cailletii
Turbo cailletii är en snäckart som beskrevs av P. Fischer och Bernardi 1856. Turbo cailletii ingår i släktet Turbo och familjen turbinsnäckor. Inga underarter finns listade i Catalogue of Life.

## Bildgalleri

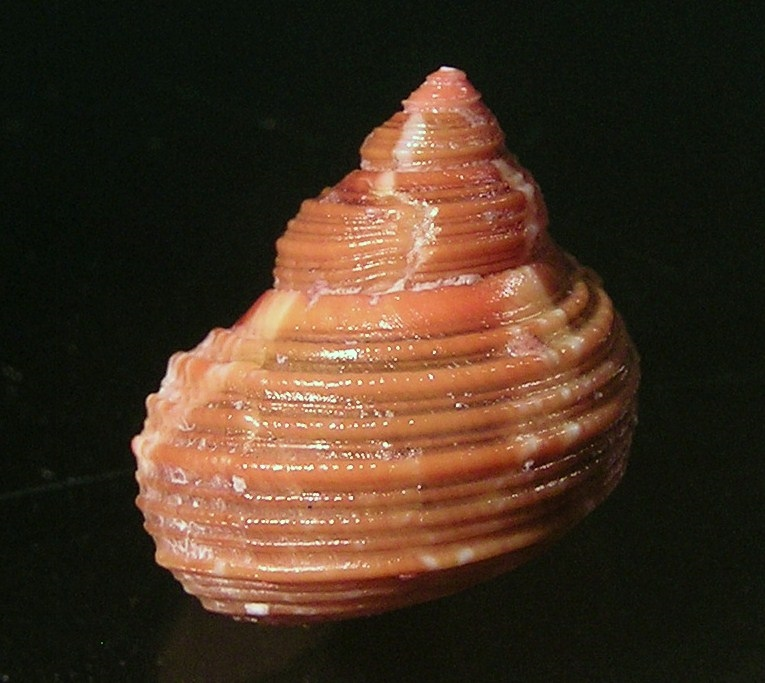